# Le Jeu du bouton
Le Jeu du bouton (titre original : Button, Button) est une nouvelle fantastique de Richard Matheson, parue en juin 1970.

## Publications

### Publications aux États-Unis
La nouvelle paraît pour la première fois dans le magazine Playboy en juin 1970.

### Publications en France
Elle a été traduite par René Lathière et publiée pour la première fois en France en mars 1974 dans l'anthologie Les Mondes macabres de Richard Matheson (édition Casterman) sous le titre Appuyez sur le bouton, puis au Livre de poche en 1978  sous le même titre. 
Cette nouvelle est republiée en 1981 sous le titre Le Jeu du bouton, dans l'anthologie Histoires de maléfices, chez Pocket (coll. La Grande anthologie du fantastique) ainsi que dans Le Livre d'or de la science-fiction : Richard Matheson mais sous le premier titre Appuyez sur le bouton. 
Elle paraît de nouveau sous ce dernier titre en 1990 dans le recueil Journal d'un monstre chez Pocket (coll. Le Grand Temple de la Science-Fiction) puis en 1997 dans La Grande Anthologie du fantastique (Tome 3) aux Presses de la Cité (coll. Omnibus) mais cette fois sous le titre Le Jeu du bouton. 
Ce deuxième titre fait désormais référence pour les éditions suivantes : en 2001 dans l'anthologie La Touche Finale (Richard Matheson : intégrale des nouvelles) chez Flammarion (coll. Imagine) avec une traduction révisée par Jacques Chambon, et en 2004 dans le recueil Au bord du précipice et autres nouvelles chez Flammarion (coll. Étonnants classiques) puis dans l'anthologie Nouvelles, tome 3, 1959-2003 chez J'ai lu (coll. Fantastique).

## Résumé
Un soir, le couple Arthur et Norma Lewis reçoivent une mystérieuse petite boîte en contreplaqué, munie d'un bouton de commande rouge protégé par un petit dôme de verre. Une note y est collée au scotch disant qu'un certain Mr Steward leur rendra visite le soir même à vingt heures. À l'heure précise, un homme de petite taille se présente à leur porte comme étant le Mr Steward en question. Dans la salle de séjour, Il leur montre alors une enveloppe cachetée qui contient la clé permettant d'ouvrir le dôme et explique que s'ils appuient sur le bouton, deux choses se produiront: ils recevront 50 000 $ et quelqu'un, quelque part dans le monde, en Amérique ou ailleurs, qu'ils ne connaissent pas, mourra. Arthur ne veut pas appuyer sur le bouton : ou bien il s'agit d'un canular macabre, et il est inutile d'appuyer ; ou bien il s'agit de la vérité, et on leur propose de bénéficier des conséquences d'un meurtre. Pour sa part, Norma se montre intéressée. 
Arthur tient bon et Norma abandonne la conversation. Le lendemain, alors qu'Arthur est parti au travail, Norma pense à la petite boîte toute la journée. Finalement, n'en pouvant plus, elle se résout à appuyer sur le bouton, « pour nous deux, se dit-elle ». Rien ne se passe. Quelques heures plus tard, elle reçoit un appel téléphonique de l'hôpital alors qu'il attendait le métro sur le bord du quai, Arthur, dans la cohue, a été précipité sur la voie au moment où la rame arrivait. Elle pense alors à l'assurance-décès en cas de mort d'Arthur : 25 000 dollars avec clause de double indemnité. Elle reçoit alors un second appel téléphonique : il s'agit de Mr Steward. 
Elle hurle : « Vous m'aviez dit que je ne connaîtrais pas la personne qui devait mourir ! ». Et Mr Steward rétorque : « Mais chère madame, croyez-vous vraiment que vous connaissiez votre mari ? ».

## Adaptations

### Cinéma
- 2009 : The Box, film américain de Richard Kelly avec Cameron Diaz et James Marsden.

### Télévision
- 1986 : Appuyez sur le bouton (Button, Button), épisode 20b de la saison 1 de La Cinquième Dimension, réalisé par Peter Medak et diffusé le 7 mars 1986 sur CBS.

### Youtube
La chaine youtube "Funny or die" a réalisé un court-métrage parodiant ce dilemme.